# Łeonid Stadnyk
Łeonid Stepanowycz Stadnyk (ukr. Леонід Степанович Стадник) (ur. 5 sierpnia 1970 w obwodzie żytomierskim, zm. 24 sierpnia 2014) – ukraiński lekarz weterynarii, za czasów swojego życia będący najwyższym człowiekiem na świecie. Mierzył 2,59 m i ważył około 200 kg (stan na marzec 2008). Chociaż był najwyższym człowiekiem na świecie, nie był najwyższym człowiekiem wedle Księgi Guinnessa. W 2008 roku były przeprowadzane badania mające potwierdzić wzrost Stadnika, na które zainteresowany się nie zgodził, czym utracił tytuł w Księdze Guinnessa. Najwyższym człowiekiem według księgi Guinnessa jest Turek Sultan Kösen, który mierzy 2,51 metra. Z zawodu był weterynarzem, jednak ze względu na problemy z poruszaniem, zdecydował o dalszym niewykonywaniu zawodu.
Jego problemy ze wzrostem zaczęły się w wieku 12 lat. Rozwinął się u niego guz przysadki wydzielający hormon wzrostu. Doszło do powstania tzw. gigantyzmu akromegalicznego.
Zmarł wskutek wylewu krwi do mózgu.